# Ostábla
Az ostábla az egyik tagja annak a táblajátékcsaládnak, amelyet jellegzetes, 24 háromszögből álló táblán játszanak 2×15 koronggal és dobókockával. Az ostábla rokonai – a teljesség igénye nélkül – a Görögországban játszott tavli, a török tavla, az izraeli shesh-besh, az orosz nardi, az amerikai acey-deucey, a francia tric-trac. Angol nyelvterületen backgammon néven ismert.
Az ostábla-felszerelés egy táblából, két különböző színű, 15-15 korongot tartalmazó bábukészletből, két pár dobókockából, két dobópohárból és egy duplázó kockából áll.

## Szabályai

### Célja
A játék során az ellenfelek egymással szemben haladva valamennyi korongjukat saját szedőterületükre viszik, ezután pedig korongjaikat lepakolják a tábláról. A játék győztese az, aki elsőként viszi le valamennyi korongját, vagy az, akinek a tétemelését követően az ellenfél feladja a játékot.

### Bábujáték
Az ostáblát ketten játsszák egy 24 mezőből álló táblán 15-15 koronggal. Az egyes mezőket a háromszögek jelzik, ezeken lépdelnek a korongok a kockadobásnak megfelelően. A játékosok a táblán körbe viszik a korongjaikat, egymásnak ellentétes irányban, és az győz, aki előbb szedi ki a tábláról a bábuit.
A bábuk minden játék elején az ábrán látható módon helyezkednek el, ez a kezdőfelállás.
Fekete az óramutató járásával ellentétesen haladva (nyilak) megpróbálja valamennyi bábuját a házába vinni (1-től 6-os mezők – bekarikázva). Ezzel éppen ellentétesen halad piros, ugyanazzal a céllal mint fekete. Piros háza tehát fekete házával szemben helyezkedik el (19-től 24-es mező).
Minden lépést kockadobás előz meg: a játékos két kockával dob, a dobott értékeket pedig lelépi. Ha pl. 6-4-et dobott, akkor hat mezőt és négy mezőt kell lépnie. Ezt többféleképpen is megteheti.
Lelépheti ugyanazzal a bábuval mindkét értéket (görbe nyilak), két különböző bábuval két különböző helyre (szaggatott nyilak), vagy két különböző bábuval ugyanarra a helyre (egyenes nyilak). Egyszóval tetszés szerint léphet, mindössze egyetlen szabályt kell figyelembe venni: nem léphet olyan mezőre, ahol az ellenfélnek egynél több bábuja van.
Különleges dobások a dupla dobások (1-1, 2-2, 3-3, 4-4, 5-5, 6-6): ilyenkor mindkét kocka értékét kétszer kell lelépni (tehát összesen négy 1-est dupla egyes esetén, négy 2-est dupla kettes esetén stb.).
Ha fekete olyan mezőre lép, ahol pirosnak egyetlen korongja van, akkor pirost kiüti és a kiütött bábu a sorompóra kerül.
Ha fekete mondjuk 3-1-et dob és kiüti piros bábuját (görbe nyíl), akkor piros a sorompóra kerül (szaggatott nyíl) és mindaddig nem léphet a többi bábujával, amíg vissza nem tér fekete házának valamely mezőjére. Visszatérni egy szabályos lépéssel lehet, tehát a fekete házának hat mezője közül eleve csak oda lehetséges, amit a fekete még nem foglalt el legalább két bábuval (bekeretezve).
Ha egy játékos valamennyi bábuja a házában tartózkodik, elkezdheti kivinni korongjait a tábláról.
Az ábrán látható, hogy eddig mindkét játékos három-három bábut vitt le. fekete 6-5-öt dobott, amivel a hatos és az ötös mezőről levisz egy-egy bábut. A győztes az lesz, aki előbb viszi ki valamennyi korongját.

### Pontszámítás
Az ostáblát győzelmi pontért játsszák. A sima győzelem, vagyis amikor az egyik játékos valamennyi bábuját levitte a tábláról, ellenfele pedig legalább egy korongját kivitte, 1 pontot ér. Ha a vesztes játékos még nem vitt ki bábut a tábláról, a győztes játékos két pontot nyer, az ilyen győzelmet gammonnak hívják. Ha egy játékos úgy kap ki, hogy nem pakolt ki bábut és az ellenfél otthonában vagy a sorompón korongja maradt, úgy ellenfele három pontot ír, ezt hívják backgammonnak.

### Duplázási játék
Az ostáblát (és ebben különbözik összes táblajáték rokonától) a bábujáték mellett a duplázási játék teszi komplexebbé. A duplázási játék hatása az eredményre jelentősebb a bábujátéknál, a duplázási stratégia pedig lényegesen összetettebb és nehezebben megtanulható, mint a bábujáték.
A duplázó kocka a játék elején középen van. Ilyenkor bármelyik fél, amelyik úgy érzi, jobban áll annyival, hogy megéri számára kétszeres szorzó mellett játszani, a játék bármely pontján (saját dobása előtt) elfordíthatja a duplázó kockát a kettes értékre. Ekkor az ellenfélnek döntenie kell, hogy eldobja a kockát (ekkor feladja a partit 1 pontra) vagy elfogadja azt (ilyenkor dupla tétben folytatódik a játék, vagyis a sima győzelem 2 pontot, a gammon 4 pontot és a backgammon 6 pontot ér).
Amennyiben a megduplázott játékos elfogadta a kockát, úgy a kocka az ő térfelére kerül, és ezentúl csak neki van joga duplázni. Ha a játék egy pontján úgy dönt, hogy visszadupláz, ezt saját dobása előtt bármikor megteheti. Ha tehát a kockát négyesre fordítja, akkor ellenfelének döntenie kell, hogy eldobja a kockát (vagyis feladja a partit 2 pontra) vagy elfogadja (ekkor négyszeres szorzó mellett folytatódik a játék, vagyis a sima győzelem 4 pontot, a gammon 8 pontot és a backgammon 12 pontot ér).
Ha a visszaduplázott ellenfél elfogadja a kockát, az az ő térfelére kerül, és bármikor visszaduplázhat 8-as értékre saját dobása előtt. És így tovább.

## Játékformák
Az ostáblát lehet meghatározott számú pont eléréséig, ezt hívják meccsjátéknak, és lehet felső ponthatár meghatározása nélkül is játszani, ilyenkor partijátékról beszélünk. A két játékforma között meghatározó a duplázási stratégia különbözősége.
A meccsjáték egyik kiegészítő szabálya a Crawford-szabály (ejts: króford), mely kimondja, hogy ha a meccs során valamelyik játékos egyetlen pont távolságra kerül a meccs megnyerésétől, akkor a következő egyetlen partit a duplázó kocka kiiktatásával játsszák le.
A partijáték általánosan elfogadott kiegészítő szabálya a Jacoby-szabály (ejtsd: dzsekobi), melynek értelmében a gammon- és backgammon-győzelmek csak akkor számítanak, ha történt duplázás a parti során.
Az ostáblát lehet társasági formában is játszani, ilyenkor egy táblánál folyó játékban 3-6 játékos vesz részt. Az ilyen játék neve chouette (ejtsd: suett). Chouette során egy játékos, a box játszik a többiek, vagyis a csapat ellen. A csapat kapitánya dönt a lépésekről, de minden játékosnak saját duplázó kockája van, és lehetőség van a lépések megvitatására is. A box és a kapitány szerepe meghatározott szabályok szerint körbejár. A chouette játékformáját tekintve mindig partijáték.
Az ostáblaversenyek mindig meccsjátékokból állnak, melyek hossza 7-25 pont között változhat. A versenyek lebonyolítása többnyire egyenes kieséses vagy svájci rendszer szerint történik.

## Az ostábla helye a játékok közt
Az ostábla sztochasztikus játék, vagyis a játékba beépített véletlen-faktor van. A játékosok lépésválasztási lehetőségeit a kockadobások kimeneti értéke szűkíti le. Az ostábla ebből a szempontból a bridzs rokona, ahol véletlent a kiosztott lapok hozzák létre. A sakk ezzel szemben determinisztikus játék: a döntéseket a játékosok kizárólag saját számításaik alapján hozzák meg.
Az ostábla taktikai játék, vagyis a játékos befolyásolja a játék kimenetelét, ezzel szemben például a rulett vagy a blackjack szerencsejáték, amelynek a végkimenetelét kizárólag vagy szinte kizárólag a véletlenszerűség határozza meg.
Az ostábla stratégiai játék, vagyis eléggé összetett ahhoz, hogy legyenek szakértői. Egy játék komplexitását annak klasszis-mélységével mérhetjük Egy klasszis különbség van két játékos között, ha egyikük éppen 75%-ban győz a másik ellen. A játék klasszis-mélységét úgy kapjuk meg, hogy összeszámoljuk a mester és a teljesen kezdő játékos között hány klassziskülönbséget találunk. Az ostáblát 8 klasszis-mélységűnek találták, a rulett 0, a Black Jack 2, a sakk 13 klasszismélységű (Inside Backgammon", Vol. 2, No. 1, p.4 – Bill Robertie).
Az ostábla teljes információs játék. Ez azt jelenti, hogy az ellenfelek a játék minden pillanatában ugyanazokkal az információkkal rendelkeznek, ez pedig a játékkal kapcsolatos valamennyi információt jelenti. Ilyen játék a sakk is. A bridzs ezzel szemben nem teljes információs játék: a játékosoknak a parti során keletkező információk egy részéről van csak tudomásuk.
Az ostáblának vannak klasszisai és hivatásos játékosai is. A játékosokat a sakkhoz hasonlóan Élő-ranglistán rangsorolják.
A sportág országos szövetségekre, egyesületekre tagozódik. Az ostábla a legtöbb országban nem sportként elfogadott játék (ez alól Dánia és Horvátország kivétel). Nemzetközi szövetségként már működik, Magyarországon viszont nincsen szövetsége.

## Számítógépes programok
Az ostábla a mesterséges intelligencia sikertörténete: az egyetlen játék, amiben gyors és jelentős eredményeket értek el a neurális hálók használatával. A legjobb szoftverek legyőzik a világklasszis emberi játékosokat. A robot játékosok és az analízisre való lehetőség jelentősen javította a játékosok átlagos tudásszintjét. Megjelenésük előtt a hobbi- és a professzionális játékosok tudáskülönbsége lényegesen nagyobb volt a mostaninál.
Az online játéklehetőség megjelenésével a játék a parkokból és a kávézókból világszerte mindinkább visszaszorul az otthoni számítógépek elé.